# Reiner Liessem
 Reiner Josef Eduard Liessem, auch  Ließem (* 23. August 1890 in Metz; † 20. April 1973 in Neustadt) war ein deutscher Offizier, zuletzt Generalleutnant der Polizei und SS-Gruppenführer im Zweiten Weltkrieg.

## Leben
Reiner Liessem war der Sohn des gleichnamigen Oberzollinspektors. Nach dem Abitur besuchte er von 1909 bis 1910 einen einjährigen Lehrgang an der Kriegsschule in Danzig. Im Juli 1910 trat er in das 5. Lothringische Infanterie-Regiment Nr. 144 ein, wo er im Januar 1912 zum Leutnant befördert wurde. Nach Ausbruch des Ersten Weltkriegs war er als Angehöriger des Infanterie-Regiments Nr. 144 zunächst als Ordonnanzoffizier, Kompanieführer und Adjutant eingesetzt. Danach war er beim stellvertretenden Generalkommando Münster sowie als Transportoffizier bei der Abteilung Eisenbahn beim Großen Generalstab und ab 1918 beim Armeeoberkommando VII eingesetzt.
Im Rang eines Hauptmanns wurde er in die Reichswehr übernommen und war Kreisrat beim Landrat zum Aufbau der Einwohnerwehr in Zeitz.
Im Juni 1920 trat er in den Dienst der Schutzpolizei ein und war dort als Hundertschaftsführer, als Lehrer und Schulleiter an Polizeischulen eingesetzt. Er war dann bei der Polizeiverwaltung Dortmund beschäftigt und erreichte im April 1928 den Rang eines Majors der Schutzpolizei. Nach der „Machtergreifung“ trat er vermutlich zum 1. Mai 1933 der NSDAP bei (Mitgliedsnummer 2.505.789). Ab April 1936 war er für zwei Jahre Kommandeur der Polizei-Offizier-Schule Berlin-Köpenick. Anfang Mai 1938 wurde er Kommandeur der Schutzpolizei in Köln. Nach Beginn des Zweiten Weltkriegs wurde er beim Befehlshaber der Ordnungspolizei (BdO) im Protektorat Böhmen und Mähren eingesetzt. Ab August 1940 als Kommandeur der Schutzpolizei in Hamburg tätig und vom 21. April 1942 bis 1. September 1943 als Nachfolger von Herbert Becker als BdO im Wehrkreis X in Hamburg. Danach war er BdO im Wehrkreis VIII in Breslau und in gleicher Funktion von Mitte September 1944 bis April 1945 im Wehrkreis VI in Münster. Liessem wurde durch Reichsführer SS Heinrich Himmler persönlich zeitgleich mit seiner Beförderung zum Generalleutnant der Polizei am 14. August 1944 im Rang eines Gruppenführers in die SS (ohne SS-Nr.) aufgenommen.

## Auszeichnungen
| Liessems SS- und Polizeiränge | Liessems SS- und Polizeiränge                    |
| Datum                         | Rang                                             |
| ----------------------------- | ------------------------------------------------ |
| April 1928                    | Major der Schutzpolizei                          |
| Juni 1936                     | Oberstleutnant der Schutzpolizei                 |
| April 1938                    | Oberst der Schutzpolizei                         |
| Februar 1942                  | Generalmajor der Polizei                         |
| August 1944                   | SS-Gruppenführer und Generalleutnant der Polizei |

- Eisernes Kreuz (1914) II. Klasse und I. Klasse
- Kriegsverdienstkreuz I. und II. Klasse mit Schwertern
- Ehrendegen des Reichsführers SS
- SS-Ehrenring